# Державинская улица (Тамбов)
Державинская улица — улица в Тамбове. Первое название — Наместническая улица. В XIX веке переименована в Булгаковскую (по фамилии Тамбовского губернатора В. А. Булгакова). В начале XX века стала именоваться Бобиковской. 9 апреля 1916 года городская дума переименовала улицу в Державинскую. Протяжённость 414 метров.

## Объекты на улице
- д. 3 — Тамбовский областной краеведческий музей (бывший Дом политического просвещения). Объект культурного наследия регионального значения[1].
- д. 5 — Тамбовская областная филармония.
- д. 10 — Гражданское здание. Выявленный объект культурного наследия[2].
- д. 10-а — Здание технического училища им. А. М. Носова (кон. XIX — нач. XX вв.). Объект культурного наследия регионального значения[3].
- д. 15 — Главный дом городской усадьбы. Выявленный объект культурного наследия[4].
- д. 28/13 — Дом К. Н. Никонова, где в 1918—1919 годах размещался народный университет (конец XIX в.). Объект культурного наследия регионального значения[5].
- Памятник Г. Р. Державину.